# Kolkata (distrikt)
Kolkata är ett distrikt i Indien.   Det ligger i delstaten Västbengalen, i den östra delen av landet, 1 300 km sydost om huvudstaden New Delhi. Antalet invånare är 4 496 694.
Följande samhällen finns i Kolkata:
- Calcutta
- Cossipore
- Ālīpur
- Bara Bazar